# Грамматическое число

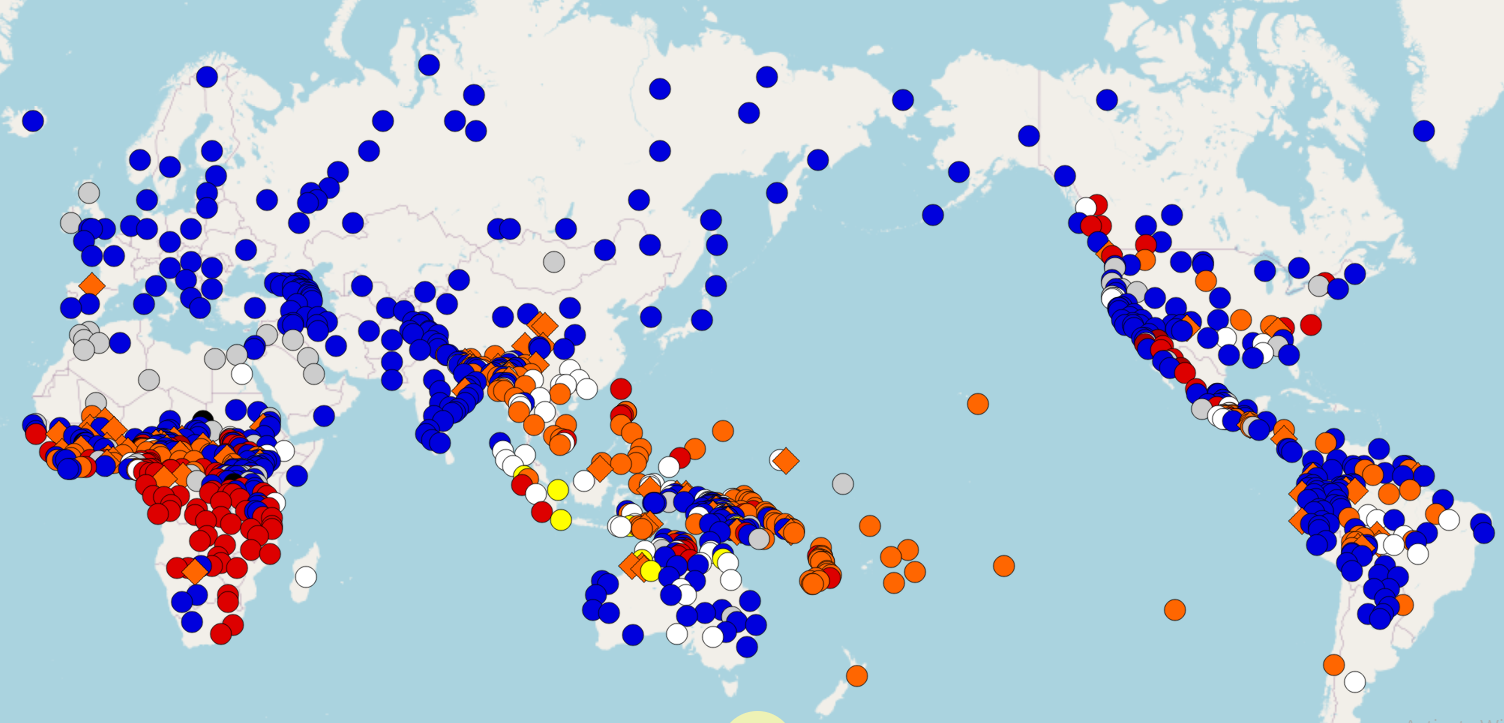
Стратегии маркирования множественного числа на существительных
Приставка
Суффикс
Изменение основы
Изменение тона
Полная редупликация
Смешанная стратегия
Отдельное слово (круг)
Фразовая клитика (квадрат)
У существительных нет числа

Число́ — грамматическая категория, указывающая на количество. Число часто маркируется при словоизменении, чаще всего его можно встретить в существительных и местоимениях. Помимо грамматического обозначения числа в языках встречается лексическое, выражаемое с помощью слов вроде «много» или числительных.
Число может присутствовать в языке, но выражаться только некоторыми типами слов (см. #Иерархия одушевлённости), или выражаться опционально; известен всего один живой язык, где эта категория отсутствует совсем. Среди возможных систем числа — от минимального противопоставления единственного и множественного до различения также двойственного, тройственного, паукального (одного или двух видов), «собирательного множественного» и «исчерпывающего множественного» (последнее встречается в жестовых языках).
Звучащие языки чаще всего используют для образования форм грамматического числа аффиксацию (добавление приставки или суффикса), а жестовые — редупликацию, хотя имеются и другие механизмы: изменять основу слова, либо вообще использовать совершенно другое слово («человек» — «люди»). Часто при этом отображение числа на главном слове должно обязательно отражаться и на зависимом (либо на глаголе), это называется согласованием.
Категория числа может возникать и исчезать. Наиболее часто возникновение маркеров грамматического числа связывают с грамматикализацией числительных. Также она нередко заимствуется из одного языка в другой.

## Системы грамматического числа
В подавляющем большинстве языков грамматическое число присутствует, хотя не обязательно на всех частях речи (см. #Иерархия одушевлённости).

### Отсутствие грамматического числа
Пирахан, вэньянь и старояванский — единственные известные примеры языков без грамматического числа. Например, в пирахане число не маркируется даже у местоимений:
- ti — «я/мы» (1 лицо)
- gíxai — «ты/вы» (2 лицо)
- hiapióxio — «он/она/оно/они» (3 лицо)

При необходимости выразить более точные значения, местоимения комбинируются:
- ti gíxai pí-o ahá-p-i-í — «мы (с тобой) пойдём» (1 2 тоже-OBL идти-IMPRFV-PROX-COMPLETE.CERTAINITY)

### Единственное и множественное
Минимальная система противопоставляет единственное и множественное число; эти два числа имеются во всех языках, где грамматическое число есть в принципе. При этом разные языки по-разному назначают отсечку, с которой начинается использование множественного числа: так, в английском множественное число предполагает «больше одного», а во французском — «два и больше»:
- «один день»: англ. one day — фр. un jour
- «полтора дня»: англ. one and a half days — фр. un et demi jour.
- «два дня»: англ. two days — фр. deux jours.

### Двойственное
Двойственное число указывает на два референта. Минимальная система грамматического числа с двойственным — «единственное, двойственное, множественное». В этом случае множественное число указывает на «три и больше».
- слова «год» и «сердце»: leto, srce (ед. ч.) — leti, srci (дв. ч.) — leta, srca (мн. ч.), словенский язык

### Тройственное
Тройственное число аналогично двойственному, но указывает на три референта. В центрально-малайско-полинезийском языке ларике-вакасиху тройственное число маркируется в местоимениях, обозначающих людей, а также в глагольных аффиксах:
- Duma hima aridu naʔa — «Мы втроём владеем тем домом» (aridu — эксклюзивное местоимение 1 лица)
- Kalu iridu-ta-ʔeu, au-na-wela — «если вы трое не хотите идти, я иду домой» (iridu — префикс второго лица тройственного числа)

### Квадральное
Существование квадрального числа (указывающего на четыре референта) обычно оспаривается, а примеры его употребления относят к паукальному числу. Все известные примеры языков с таким числом принадлежат австронезийской семье: сурсурунга, танга, маршалльский.

### Паукальное
Паукальное число указывает на «небольшое количество» референтов; рамки применимости паукального числа зависят от языка и от контекста: в случае, если группа референтов достаточно большая, паукальное число также будет обозначать значительное их количество, и наоборот; если в языке есть двойственное число, то паукальное будет включать больше двух референтов.
В аварском языке паукальное число встречается лишь у 89 слов, среди которых «невестка», «змея», «муха» и «плуг»:
- nus — «невестка»
- nus-al  — невестка-PAUCAL
- nus-abi — невестка-PL

Обычно паукальное число встречается в системах с двойственным числом (такое положение дел типично для океанийских языков), но в некоторых (например, в аварском) система включает только единственное, паукальное и множественное. В нескольких языках паукальное число включается в систему с двойственным и тройственным числами. Грамматическое число в языке лихир анализируется либо как система «единственное — двойственное — тройственное — паукальное — множественное», либо как «единственное — двойственное — малое паукальное — большое паукальное — множественное», где «малое паукальное» отвечает за меньшее число референтов, чем «большое».

### Расщеплённое («собирательное») множественное
Иногда в языках встречается особая категория множественного числа, указывающая на исключительно большое количество референтов. Среди языков с расщеплённым множественным числом — баньюн и фула (оба принадлежат к атлантическо-конголезской ветви), некоторые диалекты арабского, хамер (все афразийские), кайтетье (пама-ньюнгская семья), мокильский, ифира-меле (оба австронезийские). Искусственный язык квенья, созданный Толкином, также имеет «собирательное» множественное число, имеющее значение «все референты».
Примеры из языка фула, в котором имеется единственное, множественное и «собирательное» множественное число:
- ngesa — gese — geseeli («поле» — «поля» — «огромное количество полей»)
- wuro — gure — gureeli («стадо» — «стада» — «огромное количество стад»)

Примеры из сирийского диалекта арабского:
- dəbbāne — «муха»
- dəbbāntēn — «две мухи» (двойственное число)
- dəbbānāt — «мухи» (множественное число)
- dababīn — «полчища мух» («собирательное» множественное)

## Способ маркирования
Обычно в языках одновременно используется несколько способов маркирования грамматического числа, при этом один может встречаться намного чаще, чем другие. Исследований, сравнивающих относительную распространённость разных стратегий маркирования числа в пределах одного языка, довольно мало.
Число может маркироваться морфологически, синтаксически и семантически. В пределах одного языка разные слова имеют разный доступ к способу маркирования:
| Слово   | Морфология | Синтаксис                          | Семантика     |
| ------- | ---------- | ---------------------------------- | ------------- |
| ручка   | ручки      | ручка пишет; ручки пишут           | охапка ручек  |
| кенгуру | —          | красивый кенгуру; красивые кенгуру | стадо кенгуру |
| часы    | —          | —                                  | пара часов    |
| доброта | —          | —                                  | —             |

### Маркированность
В некоторых языках грамматического способа выражения числа нет, оно всегда выражается лексически. Но даже при наличии грамматической категории числа языки не всегда требуют её выражения в предложении. В японском языке число в норме не маркируется, немаркированное слово может означать как единственного референта, так и множество, в зависимости от контекста, а также имеется маркированная форма множественного числа:
- нэко ва ки ни ноборэру (яп. 猫は木に登れる) «кошки могут лазить по деревьям»
- нэко ва ано оокина ки ни ноборэру (яп. 猫はあの大きな木に登れる) «кошка может залезть на то большое дерево»
- нэко га ару (яп. 猫がある) «[вот] кошка»
- нэко-тати га ару (яп. 猫たちがある) «[вот] кошки»

В некоторых языках есть отдельная форма неопределённого числа, отличная и от формы единственного, и от форм множественного; пример из кушитского языка байсо:
- lúban — «лев или львы»
- lubán-titi — «лев» (лев-SG)
- luban-jool — «львы» (лев-PL)

В языках первого типа, таким образом, неопределённое число сливается с единственным (а иногда и с множественным). Подобная система часто встречается в Западной Африке и Южной Америке. Обратная ситуация, когда неопределённое число сливается с множественным, не зафиксирована ни в одном языке как основная стратегия выражения грамматического числа.
Среди языков, где число маркируется грамматически, наиболее распространена система, при которой неопределённого числа нет, оно всегда либо единственное, либо нет; пример из латышского языка:
- draug-s — «друг» (друг-NOM.SG)
- draug-i — «друзья» (друг-NOM.PL)

### Фразовая клитика или слово
Некоторые языки используют отдельную лексическую единицу для маркирования грамматического числа; в тагальском имеется клитика mga [maŋa], способная поставить любую составляющую во множественное число:
- mga bahay, «дома́» (PL дом)
- mga tubig, «кру́жки/мерки воды» (PL вода)
- mga Marcos, «Маркосы» (PL Маркос)
- mga ma-puti, «белые» (PL STATIVE[англ.]-белый)

Аналогично функционирует необязательная клитика mbe в догонских языках:
- εnε wo mi ŋ ob-i-Ø gε mbe, «козы, которых он мне дал»
- коза 3 1 OBJ дать-AOR-3.SG DEF PL

### Морфологическое маркирование
Число чаще всего маркируется аффиксом (например, приставкой или суффиксом), присоединяемым к основе слова, однако имеются и другие способы.
- m-toto (SG-ребёнок) — wa-toto (PL-ребёнок), «ребёнок — дети», суахили

Аффиксы грамматического числа могут существовать независимо, а могут сливаться с показателями рода, падежа и т. д.; примеры из английского, русского и узбекского:
- apple — apple-s; «яблоко — яблоки» (-s маркирует только множественное число)
- яблок-о — яблок-и; яблока — яблок-Ø  (показатели числа и падежа неотделимы)
- olma — olma-lar; olma-niñ — olma-lar-niñ (показатель множественного числа отделён от показателя падежа)

Если аффиксы в языке обычно играют сразу несколько ролей, типологически язык относят к флективным, если же они в основном играют только одну — то к агглютинативным.

#### Аффиксация
Корбетт делит модели аффиксации на основе того, в каком отношении находятся корень слова, основа единственного и основа множественного чисел, и соответствующие аффиксы.
Если корень и две основы совпадают, присоединяя два разных суффикса, получается модель слова «кукуруза»:
| Корень     | Корень     | Корень     | Корень     |
| ---------- | ---------- | ---------- | ---------- |
| кукуруз-   |            |            |            |
| основа     | аффикс     | основа     | аффикс     |
| кукуруз-   | -а         | кукуруз-   | -ы         |
| ед. ч.     | ед. ч.     | мн. ч.     | мн. ч.     |
| «кукуруза» | «кукуруза» | «кукурузы» | «кукурузы» |

Если корень совпадает с основой единственного, но не множественного числа, получается модель слова «крыло»:
| Корень  | Корень  | Корень   | Корень   |
| ------- | ------- | -------- | -------- |
| крыл-   |         |          |          |
| основа  | аффикс  | основа   | аффикс   |
| крыл-   | -о      | крыл-ь-  | -я       |
| ед. ч.  | ед. ч.  | мн. ч.   | мн. ч.   |
| «крыло» | «крыло» | «крылья» | «крылья» |

Противоположная ситуация характерна для слов типа «болгарин»:
| Корень     | Корень     | Корень    | Корень    |
| ---------- | ---------- | --------- | --------- |
| болгар-    |            |           |           |
| основа     | аффикс     | основа    | аффикс    |
| болгар-ин- | Ø          | болгар    | -ы        |
| ед. ч.     | ед. ч.     | мн. ч.    | мн. ч.    |
| «болгарин» | «болгарин» | «болгары» | «болгары» |

Возможно также положение дел, при котором для единственного и множественного числа используется один и тот же аффикс, но основы при этом отличаются; это типично для нахско-дагестанских языков, таких как ахвахский (слово «лоб» в абсолютиве и эргативе имеет нулевое окончание в обоих числах, отличия проявляются только в основе):
|                    | Ед. ч.       | Мн. ч.          |
| ------------------ | ------------ | --------------- |
| Абсолютивный падеж | нидо-Ø       | нидо-ди-Ø       |
| Эргативный падеж   | нидо-ла-де-Ø | нидо-ди-ле-де-Ø |

Ситуация, когда и корень, и обе основы, и оба аффикса совпадают, представляет собой нулевое маркирование грамматического числа.

#### Нулевое маркирование и супплетивизм
Даже если в языке различается несколько грамматических чисел, некоторые слова могут иметь одну форму во всех числах, пример из русского и английского:
- один кенгуру — сто кенгуру

При этом в английском это слово имеет отдельную форму множественного числа:
- one kangaroo — a hundred kangaroos

Нулевое маркирование значительно чаще встречается в единственном числе, намного реже — во множественном и почти никогда не используется для образования двойственного и тройственного чисел.
Разные формы грамматического числа могут образовываться из единой основы или быть относительно или полностью независимыми. Во втором случае имеет место супплетивизм, примеры из языка оболо и русского языка. Большинство слов в оболо не имеют отдельной формы множественного числа, а если они и есть, то только супплетивные:
- úwù, «дом» — úwù, «дома́».
- ògwú, gwún̄, «человек, ребёнок» — èbí, bọ́n, «люди, дети»: в обоих языках форма множественного числа этих слов ничем не напоминает форму единственного.

В английском языке лексикализировалось несколько форм множественного числа, образованных морфологическим механизмом, потерявшим продуктивность; для носителей эти формы непрозрачны и требуют запоминания.
- tooth, «зуб» — teeth, «зубы»

В некоторых языках отношения между формами разного числа настолько сложны, что выделить единую закономерность невозможно; так, в языке шиллук формы единственного и множественного числа похожи, но общего правила образования числа у имён существительных нет.

#### Изменения основы
Наименьшее возможное изменение основы для образования форм грамматического числа — просодическое (изменение тона, ударения…); пример из языка шиллук:
- kǐy (повышающийся тон) — kîy (понижающийся), «растение со съедобными корнями»

За ним следует чередование, пример из македонского:
- ученик (ученик) — учениц-и (ученик-PL)

Несколько более значительное изменение — наращение основы, как в случае со словом «болгарин»:
- болгар-ин-Ø — болгар-ы

В некоторых случаях основа подвергается более серьёзным внутренним изменениям, примеры из фризского, арабского и нгити:
- beam (дерево) — bjem-men (дерево-PL), «дерево — деревья» (непредсказуемое изменение основы)
- kātib (писатель) — kuttāb (писатель.PL), «писатель — писатели» (предсказуемое ломаное множественное число[англ.])
- àba-du — abá-du, «мой отец — мои отцы»

Наконец, основа может удваиваться, целиком или частично:
- rumah — rumah-rumah, «комната — комнаты», индонезийский
- kaldíŋ — kal-kaldíŋ, «коза — козы»; trák — tra:-trák, «грузовик — грузовики»: копируется тяжёлый слог (закрытый или с долгим гласным), илоканский

### Синтаксическое маркирование
Слова, несущие маркер грамматического числа, часто требуют от других слов согласования с ними по этому параметру. Обычно число маркируется и на именной группе, и вне её, но иногда оно требуется только на именной группе или только на глаголе.
Пример согласования на всех членах именной группы и глаголе из русского языка:
- прода-ют-ся так-ие маленьк-ие хорошеньк-ие светильник-и  (продавать-PL-REFLEX такой-PL маленький-PL хорошенький-PL светильник-PL)

Пример согласования на существительном и на прилагательном из валлийского языка:
- cath bychan — «маленькая кошка» (кошка маленький)
- cath-od bychain — «маленькие кошки» (кошка-PL маленький.PL)

Пример согласования только на глаголе из амеле (трансновогвинейская фила); местоимения uqa и age здесь необязательны:
- dana (uqa) ho-i-a — «мужчина пришёл» (мужчина (3.SG) приходить-3SG-TODAY’S.PAST)
- dana (age) ho-ig-a — «мужчины пришли» (мужчина (3.PL) приходить-3PL-TODAY’S.PAST)

Согласование не обязательно требует одинакового маркирования на всех словах фразы, пример из языка хопи:
- pam wari — «он(а) бежал(а)» (этот.SG бежать.PERFV.SG)
- puma yùutu — «они бежали» (этот.PL бежать.PERFV.SG)
- puma wari — «они двое бежали» (этот.PL бежать.PERFV.SG)

#### Двойное маркирование
Число может маркироваться несколько раз: морфологически и/или синтаксически и/или семантически; также возможно многократное маркирование средствами морфологии, пример из бретонского языка:
- bag — bag-ig — bag-où — bag-où-ig-où («лодка — лодочка — лодки — лодочки»)
- лодка — лодка-DIM — лодка-PL — лодка-PL-DIM-PL

Такое положение дел может возникать, когда разложение слова на морфемы затрудняется ввиду того, что морфологический механизм перестал быть продуктивным, или из-за того, что слово было заимствовано: в среднеанглийском множественное число слова child выглядело как childre, затем это слово приняло ещё один маркер множественного числа, -en. Слово chips было заимствовано из английского в русский дважды: в виде «чипы» (микросхемы) и «чипсы» (жареный картофель), приняв во втором случае второй аффикс множественного числа.
Изредка аффикс грамматического числа может добавляться к слову, у которого уже есть другой аналогичный аффикс, чтобы выразить ещё большее значение; пример из бретонского языка:
- lagad — «глаз» (глаз.SG)
- daou-lagad — «два глаза» (DUAL-глаз)
- daou-lagad-où — «пары глаз» (DUAL-глаз-PL)

Язык гуарекена (аравакская семья) не требует маркирования числа на существительных, но позволяет его указывать при желании:
- abida-pe  — «свиньи» (свинья-PL)
- abida-nawi  — «очень много свиней» (свинья-GRPL)
- abida-pe-nawi  — «неисчислимое множество свиней» (свинья-PL-GRPL)

#### Семантическое согласование
В некоторых случаях вместо согласования по синтаксическому признаку используется семантическое (по смыслу). Так, в британском, австралийском и новозеландском английском подлежащее, выраженное существительным в единственном числе и обозначающее группу людей («комитет», «группа»), часто требует постановки сказуемого во множественное число; носители американского английского обычно отвергают такое согласование:
- the audience were enjoying the show (DEF аудитория.SG быть.PL наслаждаться DEF представление) — «зрители наслаждались представлением».

В диалекте русского языка Талицкого сельсовета и мальтийском языке отмечено согласование глагола во множественном числе с именной группой, стоящей в единственном числе, что указывает на дополнительных референтов:
- Гош-а приехал-и (Гоша.SG приехать.PL) — «приехал Гоша с семьёй или друзьями».

#### Согласование с однородными членами предложения
Однородные именные группы (стоящие в единственном числе) могут согласовываться с определителем или глаголом как в единственном, так и во множественном числе; примеры из русского языка:
- Мария задумалась об оставленных муже и дочери.
- Эта взыскательность, самокритичность тоже располагали к нему.

Согласование во множественном числе в таких ситуациях встречается чаще, особенно в случаях, если вершиной именных групп являются одушевлённые существительные и если она предшествует определителю или глаголу. В некоторых языках определитель или глагол могут стоять во множественном числе только в случае, если вершиной именной группы являются одушевлённые существительные, пример из венгерского:
- A könyv és a kommentár megérkezett/*megérkezt-ek (DEF книга и DEF комментарий приехать.SG/*приехать.PL) — «книга и комментарий приехал/*приехали».

В других языках согласование во множественном числе возможно, напротив, только если именная группа следует за определителем или глаголом, пример из марокканского арабского:
- mʃa ʕumar w ʕali (уйти.SG.MASC Умар и Али) — «Умар и Али ушли».
- ʕumar w ʕali mʃaw/*mʃa (Умар и Али уйти.PL/*уйти.SG.MASC) — «Умар и Али ушли/*ушёл».
- l-kas w z-zlafa tˤərrəsu/*tˤərrsat (DEF-стакан.SG.MASC и DEF-миска.SG.FEM разбиться.PL/*разбиться.SG.FEM) — «стакан и миска разбились/*разбилась».

## Жестовые языки
В большинстве жестовых языков маркирование грамматического числа возможно, но не обязательно. Множественное число существительных выражается лексически (словами вроде «много» и классификаторами) и/или морфологически, более размашистыми движениями, повторением движения несколько раз, а также инкорпорацией в жест считающего движения или числительного (кисть руки показывает число количеством пальцев). Многие жестовые языки позволяют инкорпорировать числительные 2—4 в местоимения для отсылки на 2—4 референта.

### Морфология
В отличие от звучащих языков, предпочитающих аффиксацию, основная стратегия образования множественного числа в жестовых языках — редупликация, причём повторное выполнение жеста может происходить в том же пространстве, а может — рядом. В немецком жестовом языке положение редупликанта зависит от жеста («книги» выполняется там же, где «книга» ещё раз, а «дети» — со сдвигом в пространстве), при этом если исходный жест уже содержит повторяющееся или сложное движение, то редупликация блокируется фонологическим ограничением, и множественное число этого жеста образуется нулевым маркированием. В индо-пакистанском жестовом языке редупликация не используется, и множественное число существительных не маркируется (кроме жеста «ребёнок»). Разновидность редупликации — повторение формы кисти классификатора.
И в амслене, и в аргентинском жестовом языке множественное число одноручных жестов маркируется их выполнением двумя руками. Но в последнем также используется выполнение жестов с надутыми щеками.

### Синтаксис
Необязательное согласование слов с глаголами распространено во многих жестовых языках.
В амслене жесты глаголов имеют формы для согласования с объектами в единственном, двойственном, множественном и исчерпывающем («я спросила всех вас») числах. Фонологически формы множественного и исчерпывающего числа включают движение кисти (кистей) по горизонтальной дуге, причём при согласовании с первым лицом дуга выгнута в сторону говорящего, а при согласовании с остальными — от него.
В японском жестовом языке согласования в числе не обнаружено.

## Иерархия одушевлённости
Маркирование числа на разных типах слов коррелирует с положением этого типа в иерархии одушевлённости, предложенной Смит-Старком:
- 1-е лицо > 2-е лицо > 3-е лицо > родственники > люди > одушевлённые > неодушевлённые

Другими словами, если грамматическое число различается у неодушевлённых существительных, то оно почти наверняка будет различаться и у одушевлённых, и у местоимений третьего лица (он, она, оно, они), но не наоборот. В языке слэйви, как и в подавляющем большинстве других языков Северной Америки, множественное число может выражаться только у слов, обозначающих людей или собак:
- t’eere — t’eere-ke , «девочка — девочки»
- lį — lį-ke , «собака — собаки»

В маори множественное число указывается только на детерминативах, местоимениях и 8 существительных, являющихся терминами родства:
- te (определённый артикль.SG) — ngā (определённый артикль.PL)
- tuakana («старший сиблинг того же гендера, что и эго») — tuākana (мн. ч.)

В то же время, все местоимения в маори и других полинезийских языках различают единственное, двойственное и множественное число:
- тонганский, инклюзивное местоимение первого лица: te — ta — tau.

Новогвинейские языки асмат и куман различают число только у первого и второго (асмат) и только у первого (куман) лица, соответственно:
|        | Ед. ч. | Мн. ч. |
| ------ | ------ | ------ |
| 1-е л. | no     | na     |
| 2-е л. | o      | ca     |
| 3-е л. | a      | a      |

|        | Ед. ч. | Мн. ч. |
| ------ | ------ | ------ |
| 1-е л. | na     | no     |
| 2-е л. | ene    | ene    |
| 3-е л. | je     | je     |

## Диахроническая перспектива
Вопрос возникновения грамматического числа малоизучен; предполагается, что первые его маркеры являются грамматикализировавшимися числительными, которые, в свою очередь, образуются из собирательных слов («все»), местоимений-существительных и указательных местоимений. Распространённость парадигмы «немаркированное единственное — маркированное множественное» придаёт вес идее, что изначально маркер множественного числа появляется как необязательный, и лишь затем в некоторых языках начинает требоваться по умолчанию.
В австронезийских языках двойственное число часто этимологически восходит к слову «два», тройственное — к слову «три», а паукальное — к слову «три» или «четыре», в зависимости от того, есть ли тройственное число. Аналогично из числа «два» в бретонском возникло «новое двойственное» число.
Грамматическое число может также угасать: язык может утерять двойственное число (если в нём нет тройственного), как это произошло с восточнославянскими, или начать использовать форму тройственного или паукального числа в качестве множественного: именно поэтому в некоторых языках формы множественного числа этимологически восходят к числительному «три». Тройственное число может возникать из старого паукального, как это произошло в нескольких австронезийских языках. Старые числа могут исчезать полностью или оставаться в языке в редких формах: некоторые арабские диалекты утеряли продуктивное двойственное число, но оно продолжает употребляться с ограниченным набором слов. В исландском исторические двойственные местоимения стали использоваться для обозначения множественного числа, а старые местоимения множественного числа превратились в гоноративы.

## Заимствование числа
Морфемы, обозначающие число существительных, особенно множественное, могут заимствоваться в другие языки; более того, вероятно, это самый часто заимствуемый вид морфем вообще. Испанский маркер множественного числа был заимствован в боливийский кечуа:
- perro — perro-s, «собака — собаки» (испанский)
- algu — algu-s, «собака — собаки» (боливийский кечуа)

Иногда заимствованная морфема сохраняет своё значение, а иногда нет: несколько языков тупи-гуарани заимствовали карибский маркер собирательного множественного числа («лист» — «листья», в противовес дистрибутивному «листы»), придав ему значение множественного числа:
- eluwa-kom «мужчины» (мужчина-COL, язык ваяна) — wãĩwĩ-kom  «женщины» (женщина-PL, язык эмерильон)